# عتائق صغروية
العتائق الصغروية (الاسم العلمي: Nanoarchaeota) من اليونانية:(νᾶνος=Nano تلفظ نانو وتعني «قزم أو صغرى» + ἀρχαῖα=Archaea تلفظ أراخيا وتعني «قديم أو عتيق=عتائق») هي مجموعة تصنيفية رئيسية من فوق مملكة العتائق من نطاق بدائيات النوى.